# Porta Ghibellina
Porta Ghibellina era una porta cittadina nella prima cerchia comunale delle mura di Firenze, in corrispondenza dell'attuale via Ghibellina all'altezza di via Verdi (nella zona poi detta il Canto degli Aranci).

## Storia e descrizione
Nella Firenze della cerchia dantesca, realizzata a partire dal 1172, le mura chiudevano senza sfonda la via del Palagio del Podestà (via Ghibellina), detta così poiché costeggiante il palazzo podestarile.
Solo nel 1261 il podestà di allora, Guido Novello Guidi, vicario di re Manfredi, decise di aprire una porta in corrispondenza dello sbocco della via, come comodo accesso verso i suoi possedimenti feudali a Poppi. Decise di chiamare il nuovo varco "Porta Ghibellina" in onore della vittoria nella battaglia di Montaperti del 1260.
Della porta resta oggi traccia solo nella denominazione di via Ghibellina, che da essa fu chiamata e che dal 1862 è stata estesa a tutto il tracciato dal palazzo del Bargello ai viali di Circonvallazione.